# La Melodía de la Calle: Updated
La Melodía de la Calle: Updated el segundo álbum de estudio del cantante estadounidense Tony Dize, publicado el 17 de noviembre de 2009 a través de Pina Records y distribuido por Sony Music Latin.
El álbum cuenta con 15 canciones y múltiples colaboraciones de colegas como Yandel, Don Omar, Cruzito, Plan B, Wisin, Ken-Y, Wisin & Yandel, entre otros.

## Contexto
Después de la publicación de su primer álbum de estudio en 2008, Tony Dize decidió dejar la compañía WY Records, a cargo del dúo Wisin & Yandel, lo cual llevó a varias especulaciones, entre ellas un supuesto intercambio de compañías entre Dize y Yaviah, quien formó parte de Pina Records.
El sello discográfico Pina Records firmó con el cantante, dando inicios a nuevas grabaciones y explicando que el contrato con la disquera era por tres álbumes. En otras entrevistas promocionales, confirmaban colaboraciones con cantantes del sello como Ken-Y y el dúo Plan B.

## Grabación
El cantante menciona que «Solos» fue una grabación fortuita, sin pensar que se convertiría en el segundo sencillo promocional. La mayoría de las grabaciones fueron realizadas en los estudios Los Magníficos en Caguas, mientras las grabaciones previas fueron en Spectrum Studio.
Algunas canciones del álbum previo fueron reutilizadas y levemente editadas, como las colaboraciones con Wisin en «Ella me llama tarde», y con Yandel en «Permítame». También hay un par de canciones que fueron remezcladas por completo, como «Entre los dos». El cantante explicaba que el nuevo álbum contiene más variedad, desde merengue y bachata a música techno. A estos cambios de estilo, el cantante aclaró en una entrevista “creo que el reggaetón se va a empezar a fusionar con otros ritmos más y más. El género salió del callejón pero ya tiene que evolucionar, pero conservando su base”.

## Sencillos
- El primer sencillo oficial, «Solos», fue una colaboración con el dúo Plan B. Un videoclip musical fue grabado en septiembre de 2009. Una remezcla que incluye a Don Omar fue promocionada en el álbum teniendo un lanzamiento oficial en el 2010.[9]
- El segundo sencillo, «El doctorado», fue publicado el 21 de septiembre de 2009 con la composición a cargo de Gabriel “Wise” Cruz y producida por el dúo Mambo Kingz.[10] Tuvo una remezcla con Don Omar y Ken-Y que fue incluida en algunas versiones del álbum siendo adjuntada con «Solos» en un lanzamiento oficial en el 2010.[11]

Canciones promocionales
- «Mi mayor atracción» fue la primera canción promocional, publicada en mayo de 2009.[12] Fue compuesto por Eric “Lobo” Rodríguez y producida por Egbert “Haze” Rosa.[13] Alcanzó la posición #17 de la lista Latin Rhythm Airplay de la revista estadounidense Billboard.[14]
- El segundo sencillo promocional fue «Mi amor es pobre» en colaboración con Arcángel y Ken-Y. Un videoclip promocional fue grabado por Gustavo Camacho en Colombia durante mayo del 2010. Sin embargo, no contó con la participación de Arcángel ya que se ausentó de la grabación.[15]

## Listado de canciones
| N.º   | Título                                        | Productor(es)                                  | Duración |  |
| 1.    | «La envidia» (Raphy Pina)                     | Mambo Kingz                                    | 2:15     |  |
| 2.    | «Mi mayor atracción»                          | Haze · Los Magníficos                          | 3:25     |  |
| 3.    | «Me deja pensando»                            | Tainy                                          | 3:23     |  |
| 4.    | «El doctorado»                                | Mambo Kingz                                    | 4:25     |  |
| 5.    | «Permítame» (con Yandel)                      | Tainy                                          | 3:05     |  |
| 6.    | «Solos (Remix)» (con Plan B y Don Omar)       | Haze                                           | 3:46     |  |
| 7.    | «Comportarme»                                 | Mambo Kingz                                    | 3:44     |  |
| 8.    | «A punto de cazar» (con Cosculluela)          | Haze                                           | 3:01     |  |
| 9.    | «Mi amor es pobre» (con Arcángel y Ken-Y)     | Myztiko                                        | 4:25     |  |
| 10.   | «Ella me llama tarde» (con Wisin)             | Víctor · Nesty · Puka                          | 3:16     |  |
| 11.   | «Su asignación»                               | Mambo Kingz · Richard Marcell · Los Magníficos | 3:24     |  |
| 12.   | «Qué te tiene así?»                           | Richie Peña                                    | 3:00     |  |
| 13.   | «One in a Million» (Ken-Y con Cruzito)        | Myztiko                                        | 3:34     |  |
| 14.   | «Entre los dos»                               | Mambo Kingz                                    | 2:41     |  |
| 15.   | «Solos» (con Plan B)                          | Haze                                           | 3:08     |  |
| 16.   | «El Doctorado (Remix)» (con Don Omar y Ken-Y) | Mambo Kingz                                    | 4:25     |  |
| 50:24 |                                               |                                                |          |  |

Notas
- Pista 16 disponible en las versiones de Colombia, Ecuador, Perú y Venezuela de Apple Music.

## Créditos y personal
Adaptados parcialmente desde AllMusic.
Artistas y producción
- Rafael «Raphy» Pina — Compositor, mezcla, productor ejecutivo.
- Edgar Semper, Xavier Semper (Mambo Kingz) — Compositor, mezcla, producción.
- Karl Palencia (Myztiko) — Compositor, mezcla, producción.
- Tony Feliciano Rivera — Artista principal, compositor.
- Egbert “Haze” Rosa — Compositor, producción.
- Los Magníficos — Compositor, producción.
- Eric Rodríguez (Lobo) — Compositor (2, 3, 7, 8, 11, 12).
- Marcos Masis — Compositor, producción.
- Gabriel Cruz Padilla — Compositor, producción (4, 9, 16).
- Rafael Esparza-Ruiz — Compositor.
- Llandel Veguilla — Artista invitado, compositor.
- Orlando Valle Vega, Édwin Vázquez Vega — Artista invitado, compositor.
- William Omar Landrón — Artista invitado, compositor.
- José Cosculluela — Artista invitado, compositor.
- Kenny Vázquez — Artista invitado, compositor.
- Austin Santos — Artista invitado, compositor.
- José Luis Morera — Artista invitado, compositor.
- Orlando Aponte (Puka) — Compositor, producción.
- Víctor Báez (DNA) — Compositor, producción original.
- Ernesto F. Padilla — Compositor, producción.
- Víctor “El Nasi” Martínez — Compositor, mezcla, producción.
- José Gómez — Producción original.
- Richard Marcell — Piano, producción.
- Richie Peña — Compositor, producción.
- Eddie O. Cruz — Artista invitado, compositor.
- Darío del Rosario — Bongos.
- Ángel Rodríguez — Congas, tambores.
- Roberto Santos — Guira.
- Benjamín Delgado — Violín.
- Frabian Eli — Violín.

Pina Records
- Andrés Coll — Marketing.
- Edwin David — Fotografía.
- Ed Coriano — Estilista.
- Ana Alvarado — Coordinadora de producción.
- Iancarlo Reyes — Director creativo, diseño, posproducción digital.

## Posicionamiento en listas
| Listas (2009)                        | Mejor posición |
| ------------------------------------ | -------------- |
| Estados Unidos (Latin Rhythm Albums) | 1              |
| Estados Unidos (Top Latin Albums)    | 3              |